# Ландвассер (річка)
Ландвассер — річка довжиною 30,5 км, що належить до системи річки Альбула в кантоні Граубюнден (Швейцарія). Вона є одним з найголовніших джерел Альпійского Рейну. Долина Ландвассеру відома через місто Давос та Ретійську залізницю, яка супроводжує його по усій довжині.
| Швейцарія | Це незавершена стаття з географії Швейцарії. Ви можете допомогти проєкту, виправивши або дописавши її. |